# 화폐사
화폐사(貨幣史)는 화폐의 역사 혹은 역사상 화폐의 기능 및 제도의 연구를 일컫는다. 관련 학술분야로는 화폐와 그 형태를 연구하는 화폐학이 있으며, 그 외에도 역사학・사고학・문화인류학 등이 있다.

## 개요

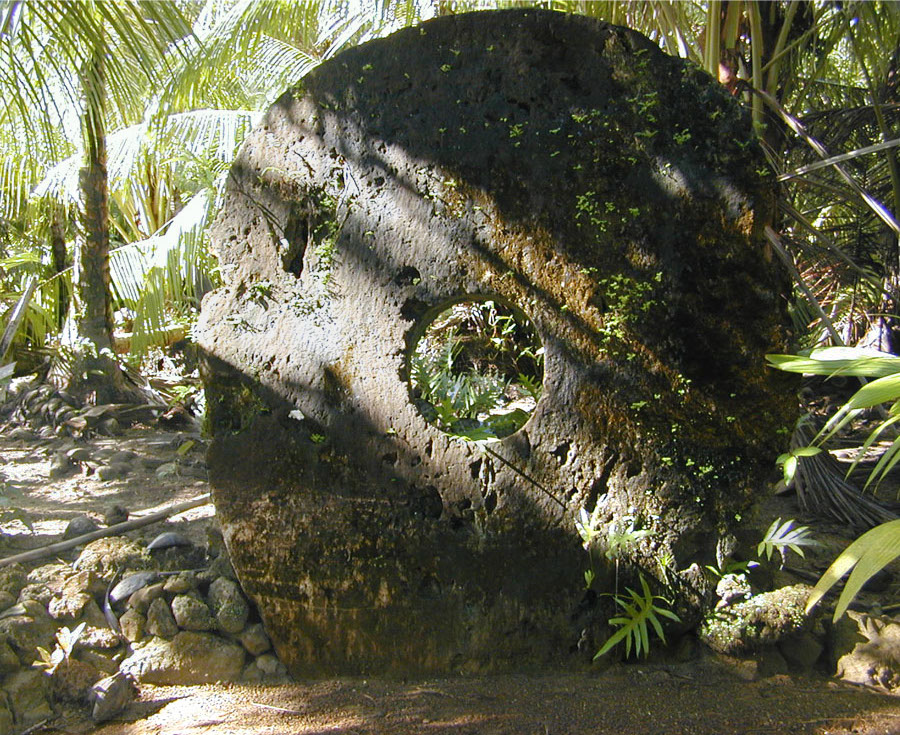
야프섬의 석화

### 화폐의 기원
화폐는 인류가 집단을 이루고 생활하면서 잉여생산물에 관한 교환의 필요성을 인식하면서 나타난 것으로 볼 수 있다. 화폐는 네 가지 주요 기능이 있으며, 시장이나 무역의 기원과는 별개로 각 기능별로 서로 다른 기원을 가진다. 단, 화폐의 네 가지 기능 중 하나의 기능이라도 수행한다면 화폐라 할 수 있으며, 모든 기능을 갖춘 화폐가 사용되기 시작한 것은 문자를 가진 사회가 발생한 뒤의 일이다. 화폐의 네 가지 기능은 '지불 기능・가격의 척도・저축 기능・교환 수단'이다.
화폐의 기원으로 첫 번째는 책무의 결제를 기원으로 하는 것으로, 배상・공물・선물・종교적 제물・납세 등이 해당한다. 두 번째로는 물물교환이나 재정의 관리를 기원으로 하는 것으로, 실제로 사용되지는 않지만 단위로는 존재하는 화폐가 그 예이다. 세 번째로는 부나 권력의 비축을 기원으로 하며, 음식・가축이나 자신을 드러내는 재보 등이 이에 해당한다. 네 번째는 간접적 교환으로, 매매가 대표적인 예이다.

### 화폐의 소재
현대 사회에서 화폐는 일반적으로 금속이나 종이를 소재로 한다. 과거에는 지역의 전통이나 관습적으로 부(富)라고 여겨진 것이 화폐로 사용되었다. 대표적으로 곡물과 가축을 들 수 있으나, 이런 것들은 화폐가 아닌 다른 용도로도 사용이 가능했다. 이에 따라 화폐의 소멸이 일어났고, 이는 다시 거래에 지장을 초래하게 되었다. 이를 막기 위해서 거래에 미치는 영향이 적은 소재로써 금속이나 종이를 사용하게 되었다. 현재 알려진 최고의 경화는 기원전 7세기 리디아에서 만들어진 호박금이며, 최고의 지폐는 11세기 북송에서 사용된 교자이다. 하지만 종이와 같은 경우는 곡물이나 금속처럼 고유의 가치를 가지지는 않는다. 이러한 종이를 소재로 하여 만들어진 화폐의 가치를 보호하기 위해 국가가 특정 소재의 가치로써 보증해주는데, 이를 본위제라 한다. 대표적으로 금본위제・은본위제・금은복본위제 등이 있다.
또한 화폐는 장식적・의례적・주술적 의미도 포함하기에 종교적인 배경을 가진 경우도 있다. 고대 중국의 보패(寶貝)는 풍년이나 사자의 안녕과 연결되어 신성시되어 패화(貝貨)로써 사용되었다. 또한 서아프리카의 도곤 족의 신화에서는 패화에는 살아있는 힘이 있어, 거래를 하는 사람들의 힘에 대응한다고 생각했다. 그리고 시장에서 패화의 교환은 곧 언어의 교환이라고 여겼다.

### 화폐의 분류
전술했듯이, 화폐에는 4가지 기능이 있으며, 각각이 화폐로써의 역할을 수행했다. 역사적으로 용도에 따라 특정 기능을 수행하는 화폐가 있고, 복수의 화폐를 조합하여 사용하였다. 바빌로니아에서는 가치의 척도로써 은이나 보리, 양털 등을 상황에 맞추어 사용하였다. 또한 중국의 한나라는 사여(賜與), 증여(贈與) 등의 목적으로 금・동・비단이 엄밀하게 구분되어 사용되었다. 중세 서유럽은 화폐의 척도로써 지불되는 복수의 화폐를 관리하였다. 일본에서도 에도 시대에 석고제(石高制)를 시행하여 쌀을 가치의 척도로 삼아, 금・은・동을 지불용으로 사용했다.
신분이나 성별에 따라 특정 화폐를 사용하는 경우도 있다. 파푸아뉴기니의 루이지아드 제도에서는 남성용 화폐와 여성용 화폐의 구분이 있었으며, 각각 23종류와 16종류로 나뉘어 서로 다른 가치를 지녔다. 사모아에서도 남성용 화폐와 여성용 화폐의 구분이 있었으며, 양자의 교환에는 남성용 화폐가 더 높은 가치를 지녔다. 한편, 15세기 메소아메리카에서는 카카오를 화폐로써 사용했다. 이 중 아스텍 지역에서는 귀족・전사・상인 등의 계급은 식용으로만 사용하고, 낮은 신분에서만 화폐로 사용되었다.

### 화폐와 지역
화폐는 지역 내에서 사용되는 경우가 있고 지역 간의 무역이나 교역에서 사용되는 경우도 있는데, 이 경우 상이한 화폐를 사용토록 규정된 경우가 있다. 이러한 차이는 화폐를 필요로 하는 주기나 거래의 규모에 의해 결정되는데, 지역 내에서 사용되는 경우는 주로 소액가치를 가진 주기적인 화폐인데 반해 무역이나 교역에서 사용되는 경우는 고액가치를 가진 비주기적인 화폐가 주로 사용된다. 예를 들어 18세기 벵골에서는 곡물의 선물거래에서는 루피 은화를 사용했으나, 지역 내 시장에서는 상대적으로 액면가가 떨어지는 패화를 사용했다. 또한 곡물의 선물거래에 사용되는 루피 은화와 납세용으로 사용되는 루피 은화도 차이가 있었다.

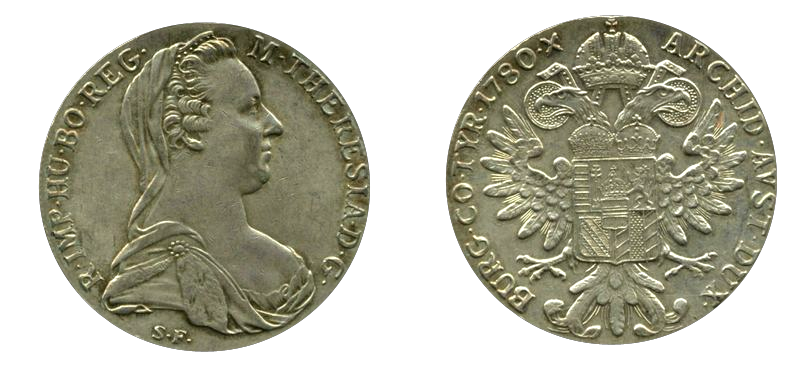
마리아 테레지아 탈라, 1780년

이렇게 무역용으로 사용되는 화폐는 복수의 지역이나 국가에서 널리 사용되었다. 고대 그리스의 드라크마, 중세 이슬람 세계의 디나르와 디르함, 중국 송나라의 송전, '무역은'이라 불린 라틴아메리카의 멕시코달러와 오스트레일리아의 탈라 등이 그 예이다. 지역 내에서 사용되는 소위 지역통화도 다수의 화폐가 존재했다. 예를 들어 곡물이나 가축을 이용한 각지의 물품화폐나, 일본 이세신궁의 하가키(羽書), 중국 민간지폐의 일종인 전표 등이 그 예이다. 이러한 지역화폐가 정부나 민간업자의 보증 없이 유통될 때에는 지역화폐의 발행지에서 거래되는 상품의 판매 가능성이 그 보증 역할을 맡았다. 다만, 근대사회로 접어들면서 한 국가는 하나의 통화제도만을 가지게 되었다.

### 화폐의 발행
화폐의 발행에 대한 이익은 옛날부터 정부나 주조자들이 주목해왔다. 발행한 화폐를 사용하여 재화나 노동을 조달할 수 있는 것은 물론, 화폐의 보급에 따른 세금의 징수도 편리해진다는 이점이 있기 때문이다. 또한 지금(地金)의 가격보다 액면가가 비싼 화폐를 발행하면 차액이 생긴다. 하지만 이러한 발행이익을 얻기 위한 화폐의 주조는 그 화폐나 주조한 정부의 신용에 영향을 미치게 된다. 일본 조정이 발행했던 '황조십이전'(皇朝十二錢)은 새로 주조할 때마다 중량과 질이 저하되어 신화(新貨)가 나오면 화폐의 신용이 깎여나갔다.
화폐를 발행하는 권한인 주조권은 기본적으로 정부나 영주에게 주어진다. 주조권이 없는 이가 무단으로 화폐를 발행하는 사주(私鑄)는 엄격히 단속되었다. 하지만 때때로 정부가 허가하는 사주도 있었는데, 대표적으로 중국 한나라가 있다. 아직 천하가 통일되지 않고 혼란스러운 때에 한 고제는 초나라 항우와의 전쟁 때 민간에서 발행한 반냥전(半兩錢)의 보급을 은밀히 지원해주었다. 소액 화폐의 보급이 용이해지고, 사주전을 발행하는 대지주를 아군으로 끌어들일 수 있었기 때문이다. 긴급시에는 지역화폐를 발행하는 것도 허용해주는 경우가 있는데, 인도 아마다바드에서는 기존 화폐의 소재였던 동이 부족해지자 철전을 주조해 사용했으며 세계대공황이 일어났을 때 미국 워싱턴주에서는 나뭇조각을 화폐의 대용으로 사용했다.

### 환전상
함유율이나 중량이 제각각인 여러 화폐가 유통되는 지역에서는 환전상의 존재가 중요해진다. 특히, 도시에서는 환전시장이 개설되어 환전상들이 체재하기도 한다. 유럽의 환전상 중에는 현재에도 존속하는 은행의 기틀이 된 경우도 있다. 중세 이탈리아의 환전상들이 업무에 사용하던 책상의 일종인 'banco'가 은행을 가리키는 영어 표현인 'bank'의 기원이 되기도 했다.

### 화폐사와 학설
그레셤의 법칙이나 화폐수량설과 같은 화폐에 관한 여러 설(說)들은 많이 받아들여져 있지만, 항상 들어맞는 것은 아니다. 전자인 그레셤의 법칙은 금화에 대해 유효한 것이지만 중국에서는 국가에서 제조한 동화인 양화가 악화를 구축한 전례가 있다. 또한 복수의 화폐가 유통되면 다원적으로 평가되어 화폐의 총량을 측정하는 의미가 없어져 후자인 화폐수량설도 전제가 성립하지 않는 경우가 존재한다.

### 화폐의 형태 및 디자인

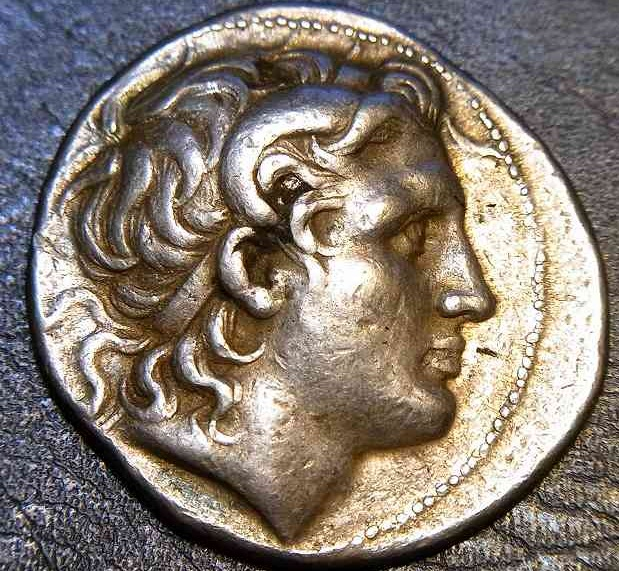
알렉산더 3세의 초상이 새겨진 테토라 드라크마 은화

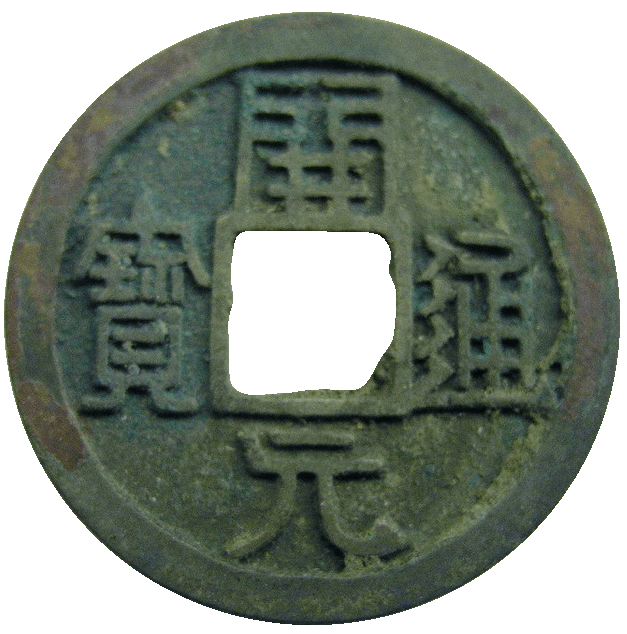
개원통보

유럽과 중국의 경화의 역사를 비교해보면 디자인 부분에서 큰 차이가 있다. 유럽의 경화는 권력자의 초상(肖像)이나 도상(圖像)을 넣었으나, 중국이나 일본은 경화의 중심에 구멍을 뚫었다. 중국의 경화는 완형방공(円形方孔)의 형태를 취하는데, 이는 고대의 우주관과 사상을 바탕으로 하는 것이다. 이 구멍은 끈을 통해 많은 양의 동전을 들고다닐 수 있도록 활용되어 운반에 매우 편리했다. 한편, 유럽의 경화는 이러한 구멍이 없어 운반의 편리함을 위해 지갑이 발달하게 되었다. 고대 아테네에서는 일반 시민이 지갑을 가지고 있지 않아 입에 넣어 가지고 다녔다는 기록도 있다. 이슬람의 경화도 유럽과 마찬가지로 초상을 넣었으나 이후 우상숭배라 비판받게 되어 문자를 각인하게 되었다. 한편, 화폐의 디자인은 발행된 시대의 예술과도 관련이 있는데, 19세기 말에서 20세기 초까지 아르 누보나 아르 데코 양식의 지폐는 오스트리아나 독일, 프랑스 등에서 발행되었다.
지폐는 송나라의 교자를 비롯해서 중국이나 일본에서는 세로로 긴 사각형의 모양을 띠었는데, 이는 당시에 문자를 세로로 적었기 때문이다. 유럽의 초기 지폐는 북유럽을 중심으로 시작되었는데 중국과 마찬가지로 세로로 긴 모양이었다. 오스트리아・헝가리 제국, 러시아 제국, 폴란드나 불가리아와 같은 지역에서는 20세기 초까지도 이런 형태의 지폐가 발행되기도 했다. 한편, 스웨덴이나 핀란드, 노르웨이 등에서는 정방형의 지폐를 발행했다. 현대 사회에서 발행되는 지폐는 대부분 가로가 긴 모양이다.

### 물물교환과 화폐
물물교환의 경우에도 교환비율을 결정하는 척도로써 화폐를 이용하는 경우가 있다. 효율적인 물물교환을 위해 화폐의 척도 역할이 중요했던 것이다. 바빌로니아에서는 토지와 물재(物財)를 교환하는 경우 우선 토지를 은의 가치로 평가하고 다시 그 은의 가치와 같은 양 만큼의 물재를 교환했다. 또한, 러시아 아무르 지역의 울치족이나 니브흐족 등의 산단인(山丹人)들은 청나라와 교역을 할 때 중국의 동화를, 일본과 교역을 할 때에는 검은담비의 가죽을 척도로 하여 상품의 가치를 정했다.

## 물품화폐

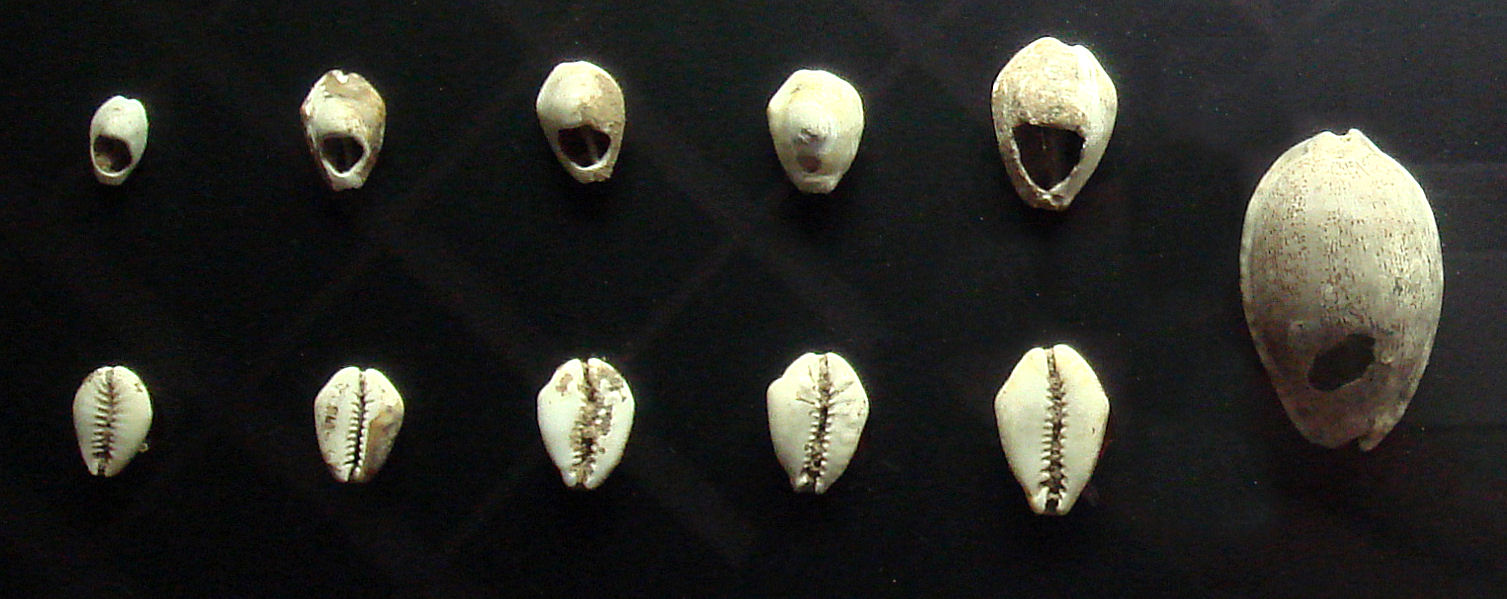
고대 중국의 패화

소재 자체가 가치를 가지는 화폐를 물품화폐(物品貨幣) 혹은 실물화폐(實物貨幣)라 한다. 물품화폐는 조개껍데기・돌 등을 이용한 자연화폐와 가축・곡물 등을 이용한 상품화폐로 구분할 수 있다. 대표적인 물품화폐로는 고대 중국이나 오세아니아 등에서 사용된 패화, 남태평양의 석화, 바빌로니아의 보리, 고대 동북아의 포백(布帛), 피지의 고래 이빨, 동아프리카의 산양 등을 들 수 있다. 고대 그리스의 서사시 《일리아스》나 《오디세이아》에는 수소가 물품화폐로써 사용된 기록이 있다.

### 중세
아스테카 문명에서는 카카오를, 아이슬란드에서는 양모나 바칼랴우, 서아프리카의 패화, 동북아시아의 쌀 등은 중세 이후에도 화폐로써 유통되었다. 몰디브 제도에서 생산되는 패화는 인도 외에서도 14세기까지 아프리카의 다호메이 왕국이나 콩고 왕국에서도 사용되었다. 유럽에서는 물품화폐에 계산화폐를 척도로 하는 원시적 형태의 신용결재제도가 시행되었다. 한국・중국・일본에서는 16세기까지 지역시장에서 물품화폐가 거래에 사용되었다. 북아메리카 동부 해안지역의 레나페 족 등의 인디언들은 조개를 이용해 비즈를 만들어 내륙의 부족들과의 교역에 사용했다. 한편, 중국에서는 대나무나 포목을 화폐로 사용하기도 했다.

### 근・현대
북아메리카의 13개 식민지에서는 17세기에서 18세기까지 걸쳐 물품화폐가 보급되었다. 본국인 영국에서 유통되는 경화가 적은데다가 그것조차도 대부분이 수입품의 구입대금으로 유출되는데다가, 식민지가 자체적으로 화폐를 주조하는 것이 금지되어 있어 항상 경화가 부족한 것이 원인이었다. 법적으로 인정받은 화폐로써 식민지 전지역에서 옥수수가 유통되었다. 북부에서는 모피무역에서 중요한 상품이었던 비버의 가죽이나 롱아일랜드의 인디언이 만든 패화가 사용되었다. 남부에서는 담배나 쌀이 유통되었는데 담배의 경우 170년 가까이 사용되었다. 그 외에도 가축이나 건어(乾魚), 고기, 치즈, 설탕, 럼주(Rum酒), 양모, 목재 등이 복잡하게 사용되었다. 이러한 여러 종류의 물품화폐들은 경화 부족으로 인한 디플레이션을 완화시켜주는 효과도 있었다. 이후 무역을 통해 스페인 달러가 유입되고 이는 훗날 독립 후 발행되는 달러의 단위가 된다.
메소포타미아의 카카오는 일부 지역에서는 20세기까지 화폐로써 유통되었다. 현재 사용되고 있는 물품화폐로는 야프섬의 석화나 파푸아뉴기니의 패화가 있다. 특히,파푸아뉴기니의 패화는 인두세의 지불 등 행정에 있어서도 유통되고 있다.

## 금속화폐

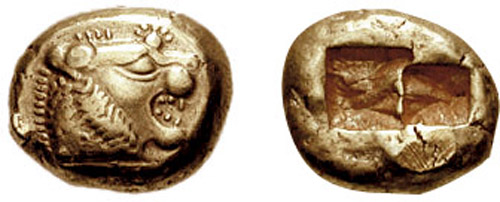
리디아 왕국의 호박금

금속은 보조성・등질성・분할성・운반성에 있어 화폐로 적당한 성질을 가지고 있어 금화・은화・동화・철화 등이 만들어졌다. 이 중 동화는 청동화(靑銅貨)인 경우가 많다. 고대에서 중세에 걸쳐 금속화폐는 금속자원의 채굴량에 좌우되는 경향이 있어 광산이 고갈되면 화폐제도 자체가 중대한 위협을 받았다. 이러한 금속화폐의 부족 현상은 수표・환전어음・지폐 등의 발생에 영향을 주었다. 처음에는 지금(地金)을 계량하여 사용했는데 이를 칭량화폐(秤量貨幣)라 한다. 이후 이것이 주조화폐(鑄造貨幣), 즉 경화가 되었다. 이러한 경화처럼 일정한 형상이나 중량을 가진 화폐를 계수화폐(計數貨幣)라 한다. 지중해나 서유럽에서는 경화의 소재로써 주로 금속을 사용했으나, 중국이나 일본에서는 동을 주로 활용했다. 또한 서유럽에서는 영주나 상인의 교역에 주로 사용되었으나 중국에서는 농민의 지역시장에서의 교환용도로 쓰였다.

### 고대

#### 메소포타미아
메소포타미아의 은은 칭량화폐의 하나에 속한다. 메소포타미아는 은이 생산되지 않기에 아나톨리아 반도의 토로스 산맥 등에서 은을 운반해왔다. 기원전 22세기 우르남무 왕의 시대에는 은 1긴(약 8.3그램)이 보리 1구루(약 300리터)라는 공정비율이 정해졌다. 아카드에서 바빌로니아 제1왕조 시기에 걸쳐 할이라는 나선형의 칭량화폐가 제작되었는데 이는 휴대할 수 있었고 필요한 양만큼 잘라서 지불하는 것이 가능했다. 대부(貸付)도 행해져, 기원전 18세기의 함무라비 법전에는 이자의 상한으로써 은은 20%, 보리는 33.33%로 규정되었다.

#### 이집트
고대 이집트에서는 나일강의 사금이나 푼트 왕국과의 교역을 통한 풍부한 금을 모아 궁전이나 신전에 저장을 하였다. 금은 국내 거래용으로는 사용되지 않고 칭량화폐로써 무역의 결제로써만 기능했다. 본격적으로 주화가 유입된 것은 알렉산드로스 3세에 의한 정복으로 프톨레마이오스 왕조가 성립된 이후의 일이다.

#### 인도

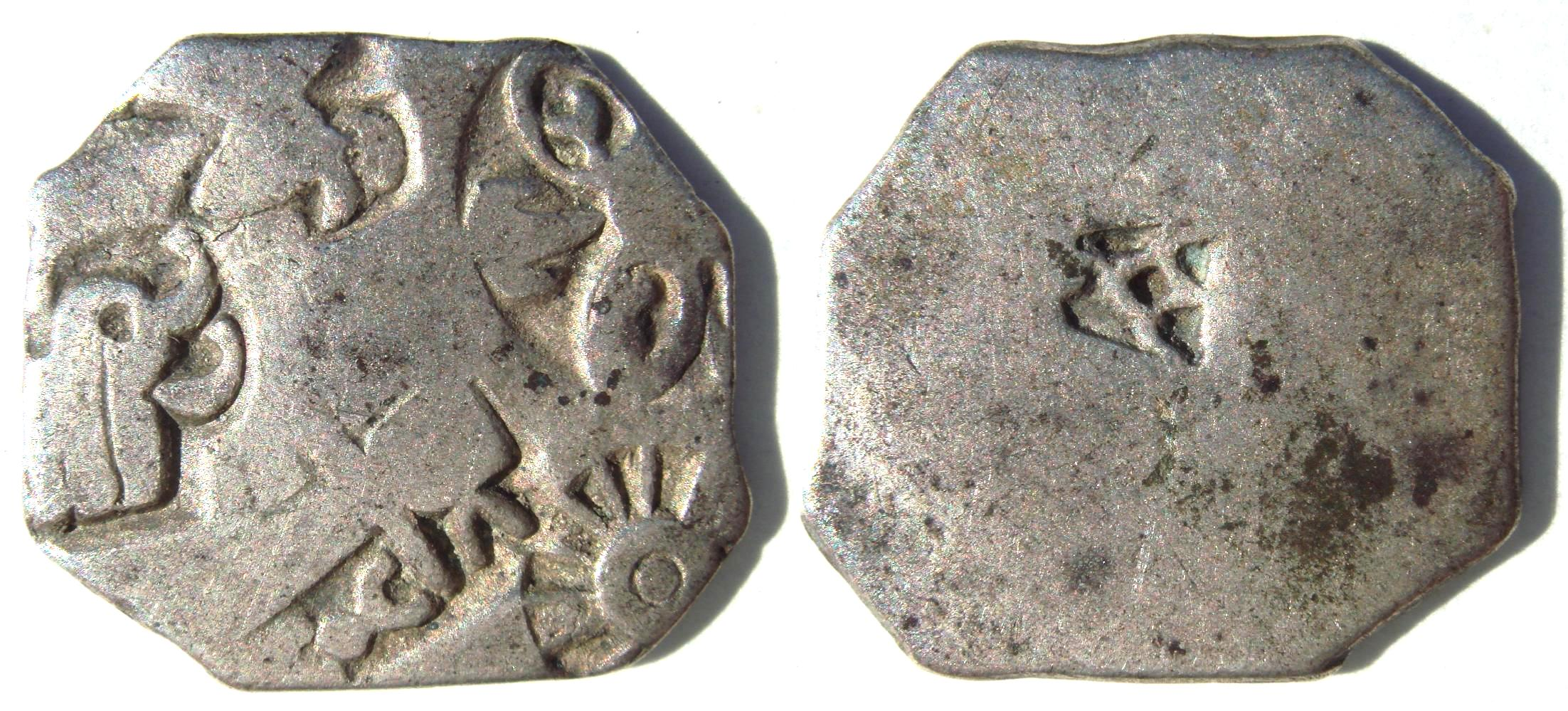
마우리아 왕조의 은화

인도에서는 기원전 7세기 경부터 칭량화폐가 사용되어 기원전 5세기에는 타인화폐(打印貨幣)인 은화가 등장했다. 이후 마우리아 왕조에서는 경화가 사용되는데, 1 바나 은화가 16 마사카 동화로 교환되었다. 또한 페르시아 제국이나 헬레니즘 제국, 그리스 등으로부터도 경화가 유립되었다. 기원전 2세기부터 그리스인에 의해 인도-그리스 왕국이 세워졌는데 이로 인해 그리스 양식의 경화가 발행되고 인도의 경화에도 영향을 주게 되었다. 이후의 쿠샨 제국의 카니슈카는 로마 아우레우스 금화 양식의 금화를 만들기도 한다.

#### 중국

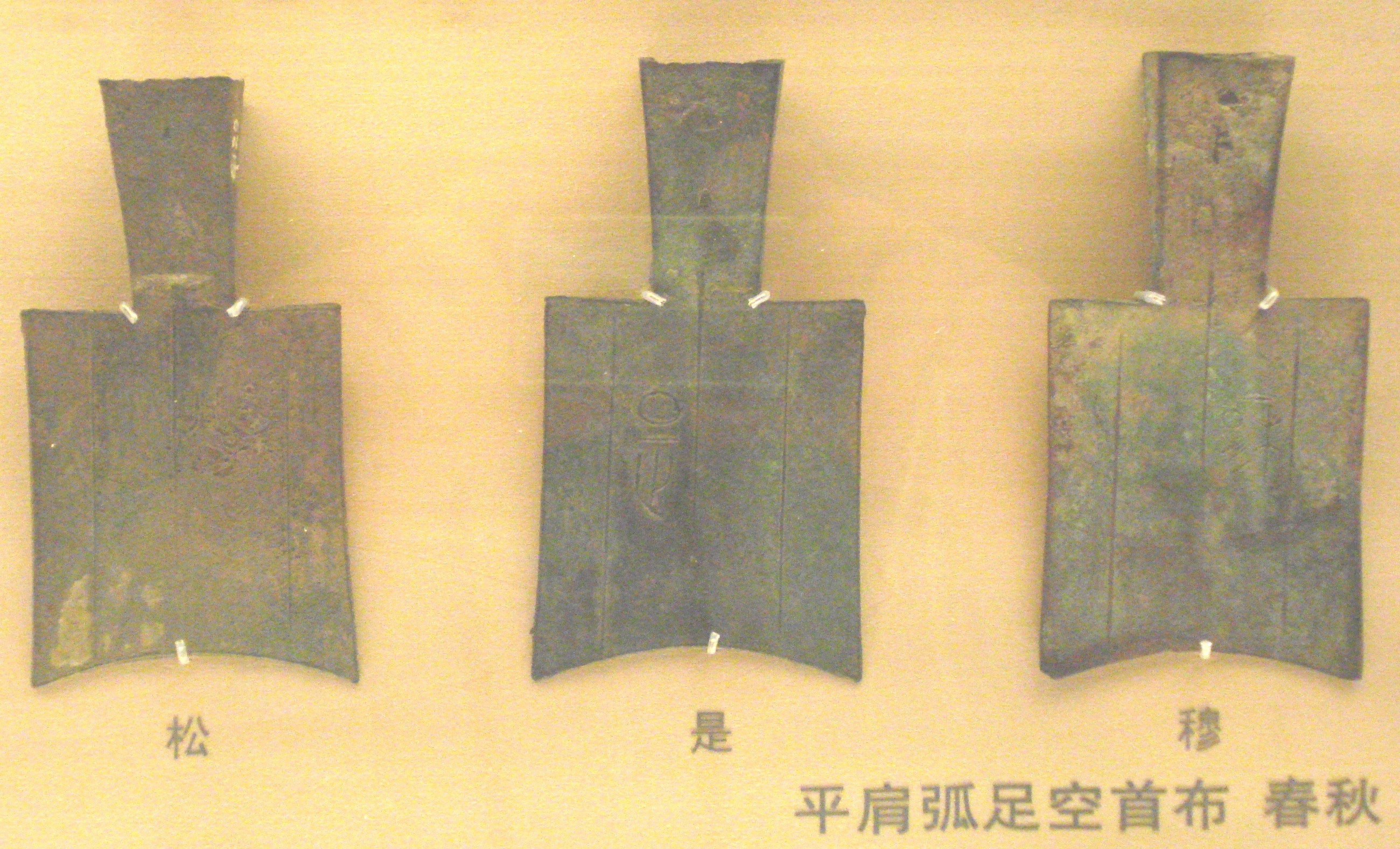
포화

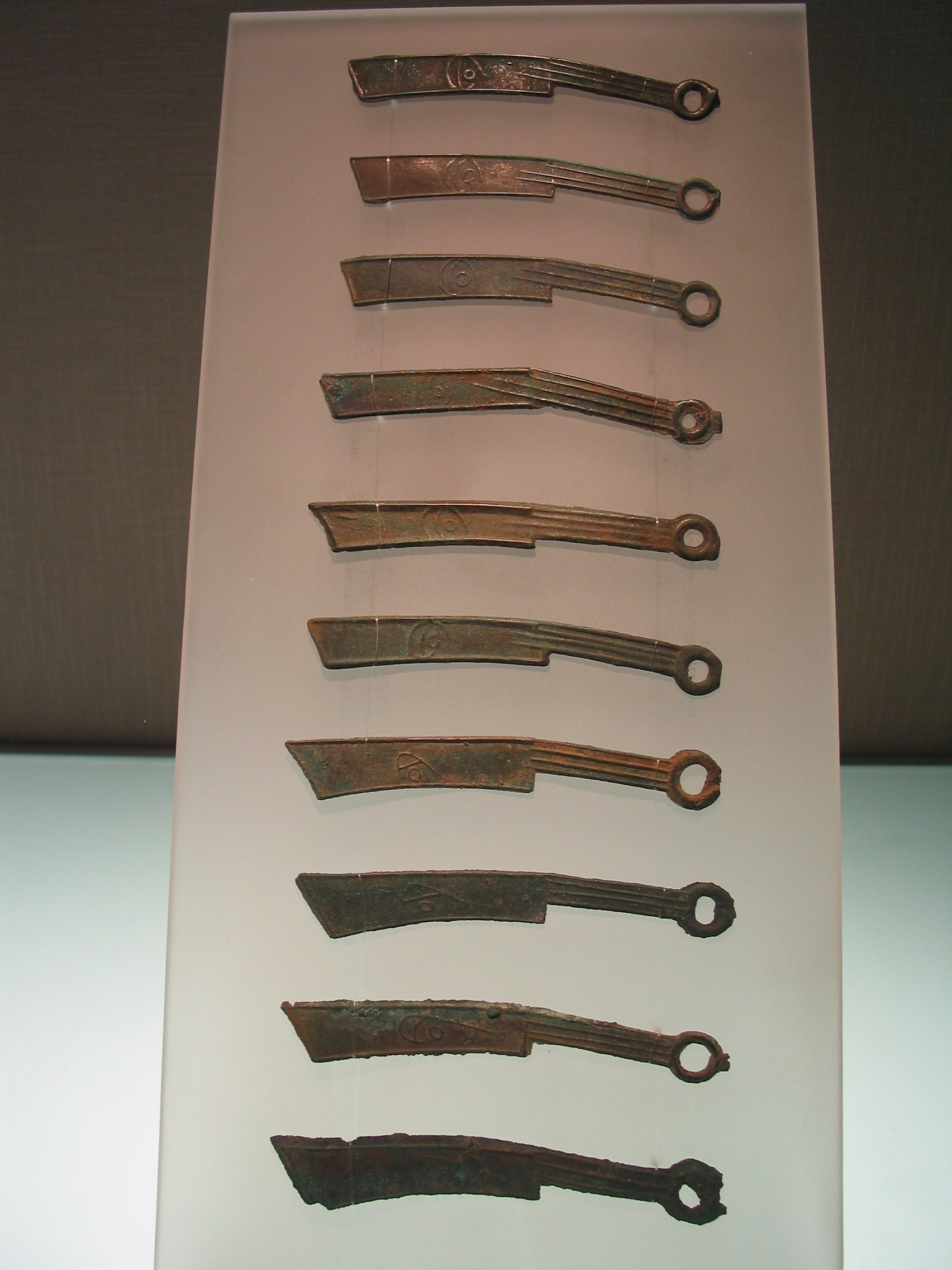
도화

상나라나 주나라 때 조개나 귀갑(龜甲)이 화폐로써 사용되었으며, 춘추 시대에는 이를 본딴 모양의 동패(銅貝), 도전(刀錢), 포화(布貨)가 만들어졌다. 전국 시대에는 주화가 보급되었고, 진나라가 천하를 통일한 뒤에는 도량형이 통일되어 동전인 반냥전(半兩錢)을 경화로 사용했다. 진한교체기에는 금화나 동화, 포백(布帛)이 화폐의 주류를 이루었으며, 전한이 건국된 뒤에는 오수전(五銖錢)이 발행되었다. 왕망의 신나라 때에는 동이 부족해져 화폐경제가 혼란해졌는데, 이를 수습하기 위해 보화제(寶貨制) 등을 실시했으나, 실패하고 곡물가만 급등하는 결과를 초래했다. 이는 후한 대에 오수전의 재발행을 통해 겨우 극복해냈다. 후한 말기에 동탁은 오수전을 동탁소전(董卓小錢)으로 개주(改鑄)했는데 명문(銘文)이나 연마(硏磨)가 되어있지 않은 악화였고 이로 인해 인플레이션이 발생하게 되었다. 이후 남북조 시대까지 오수전은 계속 발행되지만 동의 부족은 해소되지 않았고, 각지에서는 물품화폐인 포백, 곡물, 소금의 유통이 활발해졌다. 이로 인해 동전이 부족해지게 되어 철편(鐵片)이나 종이를 겹치는 등 화폐의 역할을 대신하는 것들이 나오게 되었고 이러한 혼란은 당나라가 개원통보(開元通宝)를 발행하기까지 계속되었다.
춘추 시대에서 한나라 때까지 여러 서적에 화폐에 관한 논쟁이 나오기도 했다. 춘추 시대의 《국어》(國語)에 등장하는 선 목공(單穆公)은 기준화폐와 보조화폐로 이루어진 자모상관론(子母相權論)을 논했으며, 전국 시대의 《묵자》(墨子)에서는 도전과 곡물가격의 관계에 대해 논했으며, 《맹자》(孟子)에서는 일물일가의 규칙에 대한 반론을 논했다. 사마천의 《사기》(史記) 「화식열전」(貨殖列傳)에 나오는 범려의 일화를 통해 물가의 변동을 이야기하며, 《관자》(管子)에서는 군주에 의한 가격통제를 권하는 얘기가 나온다.

#### 고대 그리스

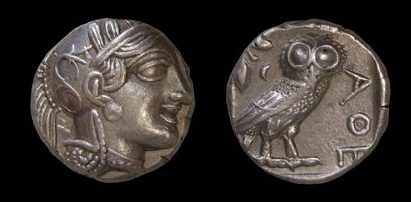
고대 아테나이의 테토라 도라크마 은화

고대 그리스의 폴리스에서는 경화가 급속도로 보급되어 있었다. 현존하는 세계 최고의 경화는 아나톨리아 반도의 리디아 왕국에서 사용한 호박금으로 이는 그리스에도 영향을 주어 기원전 650년경 아르고스에서 은화가 만들어졌으며, 기원전 550년경에는 리디아 호박금에서 분리된 금화를 바탕으로 타소스섬에서 금화가 만들어졌다. 이 외에도 스파르타나 아르고스에서 철화가 사용되었으며, 기원전 6세기가 되면 경화가 에게 해 일대에서 널리 이용되게 되었다. 폴리스들은 각각 상이한 화폐를 발행했기에 환율이 중요한 역할을 맡았다. 이를 바탕으로 환전상들은 재산을 축적해 나갔으며, 이것을 대부에 활용했는데 이것이 은행의 기원이다. 기원전 5세기에는 아테나이를 중심으로 해상무역이 번성하여 드라크마를 비롯한 그리스의 은화가 아케메네스 왕조의 다릭, 키지코스의 호박금 등과 함께 거래에 사용되었다.
아테나이는 기원전 483년부터 은광을 채굴하여 발행한 은화를 바탕으로 경제력을 가졌으며, 폴리스 내에서 경화를 보급하는 역할을 맡았다. 공공사무나 민회, 배심에 참가하는 시민에게 오볼루스 은화를 지급하는 제도가 시작되었으며, 가난한 시민도 폴리스의 시장에서 식료를 살 수 있도록 되어 부유 시민의 공공사무도 화폐화(貨幣化)되었다. 아테나이의 통화 단위는 '1달란트 = 60무나', '1무나 = 100드라크마', '1드라큼 = 6오볼루스'이며 달란트나 무나는 계산용 화폐로 실제로는 존재하지 않았다.
당시의 화폐론에 관한 서적으로는 플라톤의 《국가》(Politia), 아리스토텔레스의 《정치학》(Politica)이나 《니코마코스 윤리학》(Ethica Nicomachea) 등이 있다. 아리스토텔레스가 기원전 405년에 발표한 그리스 희극인 「개구리」(Ranae)에는 아테나이 시민의 본성의 추락을 화폐의 질의 저하에 비유하는 부분이 있어 당시의 화폐사정을 반영하고 있다고 평가받고 있다.

#### 로마 제국

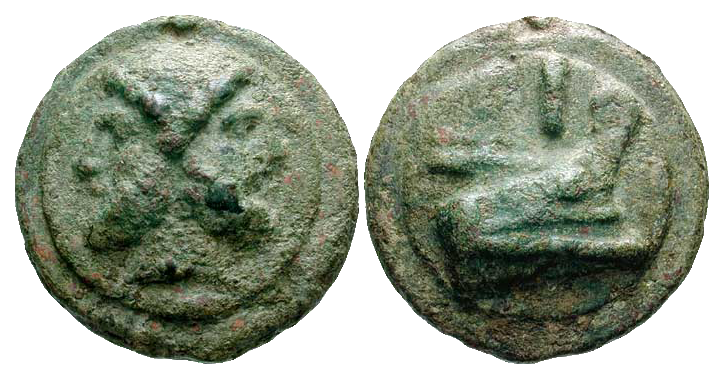
기원전 240년부터 기원전 225년경까지의 아스

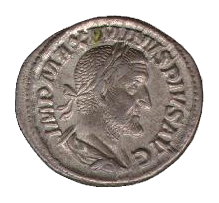
데나리우스

고대 로마에서 사용된 최초의 화폐는 청동화폐인 아스로, 이는 그리스 양식의 영향을 받은 것이다. 로마는 은행제도를 그리스로부터 이어받아 지역 거래를 위해 환전을 시행했다. 아우구스투스 이래 금은복본위제가 시행되어 은화인 데나리우스는 98%의 은을 함유하게 되었다. 하지만 군비 조달과 재정 재건으로 인해 질이 떨어져, 아우렐리아누스 때에 이르면 함유율이 3%로까지 떨어지게 되고, 이는 인플레이션의 원인이 되었다. 한편, 이 때에는 인도양 무역이 번성하여 아우구스투스부터 트라야누스 때까지 아우레우스 금화나 데나리우스 은화가 다른 유적지에서 발견되기도 했다. 2세기 아풀레이우스의 소설 《황금 당나귀》(Metamorphoses)에는 당시의 물가 등 화폐경제가 충실하게 기록되어 있다는 이야기도 있다.

### 중세

#### 유럽
로마의 붕괴 이후 서유럽을 통일한 프랑크 왕국은 데나리우스를 만들어 은화의 중량을 늘리고, 도량형을 개혁하였다. 또한 카롤루스 대제 때에는 동방의 금화에 대한 대책, 은광의 개발, 기아(飢餓) 시의 곡물가격의 급등에 대비한 구매력의 강화를 위해 조폐권을 국가가 독점하게 되었다. 은화의 중량은 이후에도 계속해서 늘어났기 때문에 소액 거래용의 오볼루스를 발행하게 되었다. 카롤링거 왕조 때에는 '리브라'라는 계산용 화폐단위가 만들어져, '1리브라 = 20솔리두스 금화 = 240 데나리우스 은화'라는 비율이 정해지게 되었고, 이후 중세 유럽의 화폐제도의 기본이 되었다. 잉글랜드 왕국에서는 국왕의 조폐권이나 계산체계는 유지되었으나 대륙의 제국(諸國)에 있는 영주나 도시도 독자적인 화폐를 발행하고 별도의 계산체계를 갖추는 등 복잡한 면이 있었다. 동지중해에서는 비잔티움 제국이 로마의 솔리두스 금화를 계승한 노미스마 금화를 발행하였다. 또한 유럽은 이슬람 세계의 화폐가 유입되었고, 다시 바이킹들에 의해 스칸디나비아에도 전해지게 되었다.
일상적인 거래에서는 소액화폐가 필요했고, 은화는 고액이었기에 서유럽 각지에서는 상품화폐의 신용거래가 증가하였다. 소규모 시장도시에서는 구두(口頭)를 통한 신용거래가 행해졌고, 10세기부터는 이슬람 세계의 수표나 환어음의 영향을 받던 이탈리아에서는 13세기 예금은행이 나타나게 되었다. 이는 공증인의 증서(證書)로 이루어졌으나, 이후 신서(信書)에 의해 이루어지게 되었다. 환전상도 고리대나 은행가로써 발전하기 시작해 메디치 가문처럼 군주가 되는 경우도 생기게 되었다. 예금은행은 중류 상인에 의한 사업으로 14세기에는 대상인에 의한 수표가 유통되었다. 이러한 수법은 예금 수송의 절약에 기여하였으나 귀금속의 부족 현상으로 이어져 경화의 공급을 따라가지 못했고, 14세기부터 15세기에 걸쳐 심각해지게 되었다.

#### 서아시아 및 아프리카

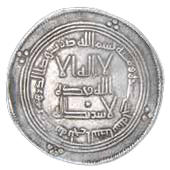
우마이야 왕조의 디르함

이슬람 제국의 우마이야 왕조는 비잔티움 제국과 사산 제국으로부터 영토를 획득하여 각각의 금본위제와 은본위제를 계승하였다. 압둘 마리크 시대에는 화폐제도가 정리되어 금화인 디나르, 은화인 디르함, 동화인 파루스가 사용되었다. 디나르는 비잔티움 제국의 노미스마를 모방하면서도 독자적인 중량을 채용했으며, 디르함은 사산 제국의 디렘을 계승했는데 모두 다마스쿠스의 조폐소에서 발행했다. 한편, 파루스는 소액거래에 사용되었고 지역에서 독자적으로 발행했다.
금본위제를 사용하는 지역과 은본위제를 사용하는 지역을 모두 정복했기에 아바스 왕조 때에는 복본위제(複本位制)가 시행되었다. 이후 정복 지역에 묻혀 있던 금을 이용하여 사하라 종단 무역이나 금광에서 새로운 금의 획득, 기술의 향상에 의한 금화의 주조가 활발해져, 9세기에는 이슬람 세계 전체에 금화가 보급되기에 이르렀다. 금화는 무역의 결제 수단로써 중요했으며 오랫동안 품위(品位)가 유지되어 은화와의 교환비율도 안정되었다.
아바스 왕조 아래에서 지중해나 인도양의 사업은 급증했으나 시간이 지날수록 금은의 제공이 부족해졌고 이에 수표나 어음이 등장하게 되었다. 이후 은 부족은 10세기 파티마 왕조에서 극에 달했고 12세기 아이유브 왕조 때에는 금화의 중량 기준을 바꾸고 은화를 중심으로 하는 조치를 취했다. 이후에도 금은의 부족 현상은 해결되지 않아 중량이 안정되어 있지 않았던 파루스 동화의 인플레이션으로 인해 15세기 이집트에서는 곡물가가 급등하는 등의 경제 위기로 이어지게 되었다. 이는 아이유브 왕조가 불안정한 파루스 동화를 금은화폐와의 교환비율을 정해 화폐제도가 혼란해지게 된 것도 영향을 미친 것이었다. 여기에 디르함 동화라는 계산용 화폐를 도입하여 환율의 변동이 심각해져 파루스의 인플레이션 현상은 필연적이었다. 또한 이는 파루스 동화를 주로 사용하던 민중에게 큰 피해를 끼치게 되었다.

#### 동아시아

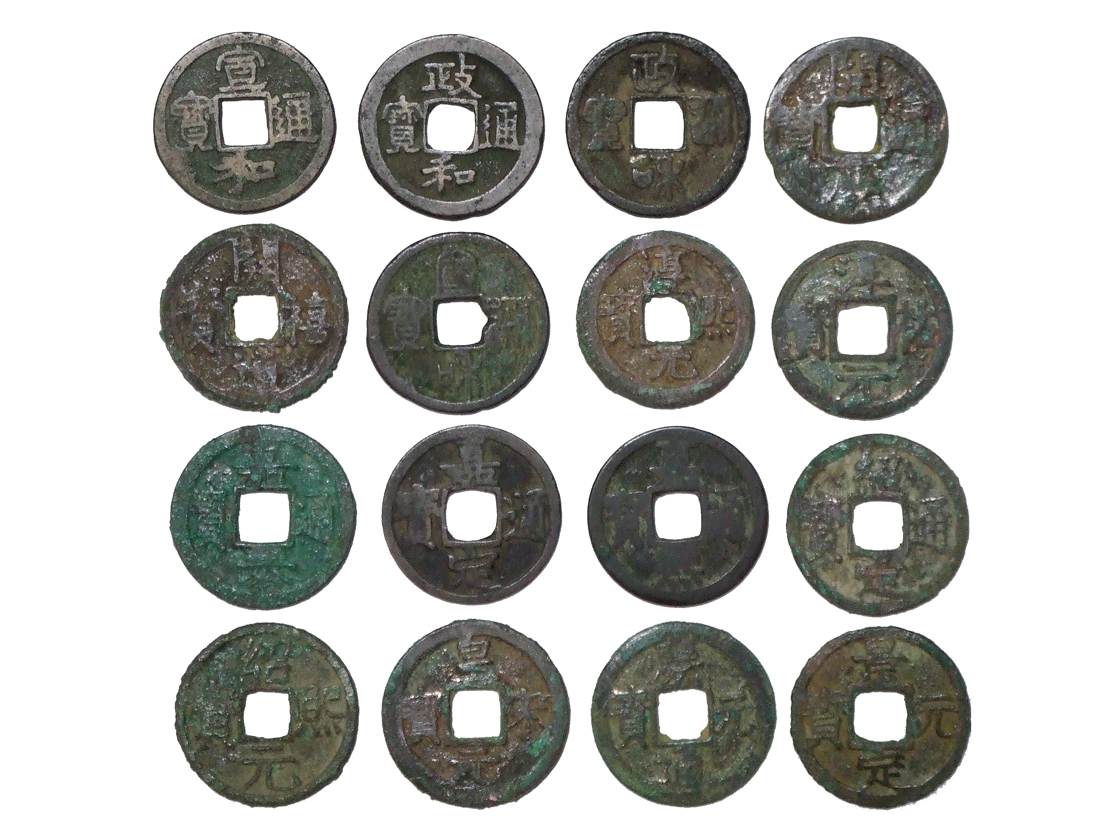
북송전(왼쪽 상단부터 3개)과 남송전(나머지)

당나라가 멸망하고 오대 십국 시대가 시작되어도 동의 부족 현상은 여전했고, 이로 인해 연화(鉛貨)나 철대(鐵貸)가 발행되어 경화의 부족이 극심해지고 연화가 화폐의 중심이 되어갔다. 이후 중국을 통일한 송나라는 악화와 사전을 회수한 뒤 동화인 송전을 대량으로 발행했다. 하지만 물가는 안정되지 않고 전황(錢荒) 현상만 심해졌다. 송전은 주변의 요나라, 서하, 금나라, 고려, 일본, 자와 등으로 유출되어 각국에서 비율의 근거로써 유통되기도 했다.
몽골 제국은 원보라 불리는 칭량화폐와 견사에 의한 세제(稅制)를 정했고, 이들은 훗날 원나라로 승계되었다. 원나라는 지폐인 교초(交鈔)를 발행하는 한편, 귀금속의 사적인 거래와 동화의 국내 사용을 금지했다. 다만, 무역에 의해 귀금속의 유출은 계속되었고 은이나 동은 제국의 확장으로 인해 유라시아 대륙을 동서로 횡단해면서 운반되었다. 이로 인해 중동의 은 부족 현상이 일시적으로 해소되기도 했다. 한편, 원나라가 무너지면서 은의 교역도 크게 줄었는데 이것이 영국이나 이탈리아의 은 부족 현상으로 이어져 은화의 발행을 어렵게 한 원인이 되었다.
한편, 일본에서는 송나라로부터 유입된 송전으로 인해 경화가 늘어나고 이로 인해 가시아게(借上), 도소(土倉), 사카야(酒屋)와 같은 금융업자가 등장하여 금융업의 기초가 형성되었다. 또한 그때까지 행해지던 현물납세가 경화로 납세하는 대전납(代錢納)으로 바뀌는 계기가 되기도 하였다.

### 근세・근대

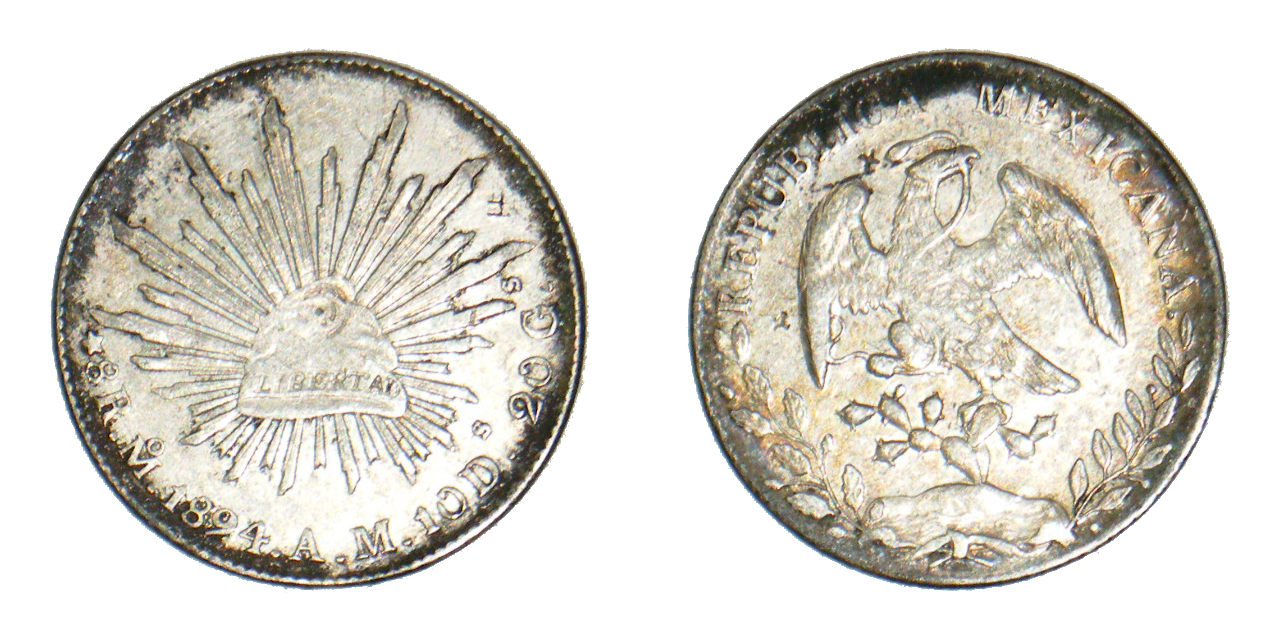
멕시코 달러, 1894년

스페인의 카스티야 왕국은 아메리카 식민지로부터 획득한 막대한 은을 바탕으로 16세기에는 이스쿠두 금화나 레알 은화가 국제적으로 통용되는 화폐로 자리잡게 되었다. 한편, 이러한 은의 유입은 가격혁명의 원인이 되기도 했다. 각국에서 온 상인들이 모였던 안트베르펜은 국제금융의 중심이 되었으며, 이탈리아의 도시들에 이익을 가져다 주었던 거래 수법을 더욱 발전시켰다. 하지만 이후 16세기 후반부터 네덜란드 독립 전쟁이 일어나 안트베르펜은 쇠퇴하게 되었고, 금융거래의 중심은 네덜란드의 암스테르담으로 옮겨가게 되었다. 17세기 암스테르담은 두 종류의 은화를 발행했는데, 함유율이 낮은 은화는 국내용으로써 함유율이 높은 은화는 무역용으로써 나누어 사용하였다. 암스테르담 은행은 예금관리를 위한 계산용 화폐인 뱅크 머니를 척도로 사용하여 복잡했던 서유럽의 계산 체계를 정리하는 역할도 수행해냈다.
중국에서는 홍무제가 명나라를 건국하기 전부터 은화의 발행이 시작되었으나 동이 부족하여 동화가 무역용 화폐로 사용되었다. 이렇게 영락통보(永樂通寶)나 선덕통보(宣德通寶)가 해외에 유통되었고 명일무역(明日貿易)에 의해 무로마치 막부(室町幕府)의 일본에도 유입되었다. 아메리카 대륙에서 채굴된 무역은은 스페인의 갤리온 무역에 의해 태평양을 경유하여 중국에 도달했고, 명나라는 은의 교역권에 포함되게 되었다. 특히 16세기 이후는 은의 유입이 증가하여 은의 보급에 영향을 주었다. 명나라는 민간에서의 부의 축적을 억제하기 위해 은의 채굴을 규제했으나 스페인의 식민지인 마닐라에서 운반되어 온 5000t의 은이 유입되어 무역상인이 큰 부를 가져 호화로운 생활을 하게 되자, 민중의 반발을 초래하기도 했다.
이후 명나라에서는 은화와 지폐가 화폐로써 정착하여 동화의 발행이 쇠퇴하고 명일무역도 끊어져 일본으로의 동화 유입도 사라지게 되었다. 이로 인해 일본에서는 경화가 부족해져 경화를 척도로 하는 관고제(貫高制)를 대신하여 쌀을 척도로 하는 석고제(石高制)로 이동하는 변화가 일어나게 되었다. 17세기 이후 일본은 귀금속의 생산지가 되어 포르투갈 제국의 식민지인 마카오와 무역을 하게 되었는데, 이 때 일본이 지불한 은은 세계 전체의 생산량 42만kg의 절반인 20만kg에 달한다. 에도 시대에는 쇄국령을 실시하여 포르투갈을 대신하여 네덜란드의 동인도회사와 무역을 하게 되었는데 이 때에는 금・은・동을 거래에 사용했다.
무역은인 멕시코 달러는 국제무역의 결제통화가 되어 19세기에서 20세기에 걸쳐 동량・동위의 은화가 각지에서 제작되었다. 중국의 은원(銀元)이나 홍콩 달러, 일본의 원은(円銀), 베트남의 피아스터(Piastre) 등이 이에 해당한다.

## 지폐
지폐가 처음 등장한 것은 중세의 일이다. 지폐는 원료나 원가의 면에서 많은 이점이 있었으나, 발행이 쉬워 인플레이션의 발생 우려가 있었고 이는 국가의 약체화로 이어지기도 했다. 현재의 지폐는 크게 정부가 발행하는 정부지폐와 중앙은행이 발행하는 은행권으로 나뉘나 민간에서 발행하는 지폐도 있다.

### 정부지폐

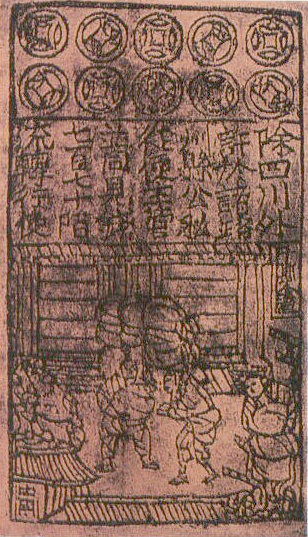
교자

세계 최초의 지폐는 중국 송나라의 교자(交子)이다. 교자는 동의 부족으로 막기 위해 쓰촨 등지에서 철화를 대신하는 임시 용도로 발행했다. 이후 쓰촨에서의 교자 발행이 성공적이자 이를 관업(官業)으로 삼아 1023년부터 정부 주도로 발행하여 유통시켰다. 다만, 교자는 기존의 철전에 대한 태환준비의 성격을 가졌으며 발행한도액도 정해져 있었다.

지원통행보초와 그 원판

중원을 정복한 몽골 제국의 오고타이 칸은 동의 부족을 메꾸기 위해 교초(交鈔)를 발행하였다. 이후 쿠빌라이 칸이 원나라를 세운 뒤인 1260년 교초는 법정 화폐가 되어 유통되기 시작했고, 이에 반대하거나 위조지폐를 만드는 경우에는 사형에 처했다. 교초의 제조법은 수피(樹皮)를 얇게 밀어 동판화(銅版畵)를 인쇄한 뒤 황제의 어새를 찍어서 완성했는데, 크기는 300 × 200mm보다 약간 큰 크기였다. 마그레브의 여행가인 이븐 바투타가 쓴 여행기인 《리흘라》에는 교초를 '종이 디르함'이라 했으며, 베네치아의 상인 마르코 폴로가 쓴 《동방견문록》에는 지폐에 대한 놀라움이 기술되어 있다. 원나라를 무너뜨리고 세워진 명나라도 동 부족을 이유로 지폐인 대명보초(大明寶物鈔)를 발행했다. 명나라는 기본적으로 지폐는 국내용으로 동화는 무역용으로 규정했으나, 얼마 지나지 않아 지폐는 대부분 사라져 가치가 떨어지자 보초의 역할을 동화가 대신하게 되었다.
몽골 제국의 지방정권이었던 일 칸국에서는 서아시아 최초의 지폐인 차오를 발행했다. 이는 1294년 당시 군주였던 가이하투가 방만한 재정을 재건하기 위해 교초를 참고하여 만든 것으로 한자가 인쇄되어 있었다. 이후 가이하투는 금속화폐의 유통을 금지하고 차오를 유통시켰으나 이슬람화되어가던 사회 분위기에 정착하지 못하고 2개월 만에 회수하고 말았다.
구미권의 정부지폐는 미국 독립 전쟁 당시, 13개 식민지에 의해 발행된 것이 최초이다. 13개 식민지는 영국으로부터의 독립을 쟁취하기 위해 대륙회의를 소집하고 전비 마련을 위해 1775년부터 1779년에 걸쳐 대륙지폐(컨티넨탈)를 발행했다. 멕시코 달러와의 교환을 규정해 놓았으나, 실제 발행은 13개 식민지 주정부에 있었으며 이것이 대량 발행을 유도하였다. 또한 급조된 화폐이다 보니 위조지폐를 유통시키기 쉬웠고, 영국군에 의한 방해용 위조지폐도 주조되는 등 인플레이션을 악화시키게 되었다.

### 은행권

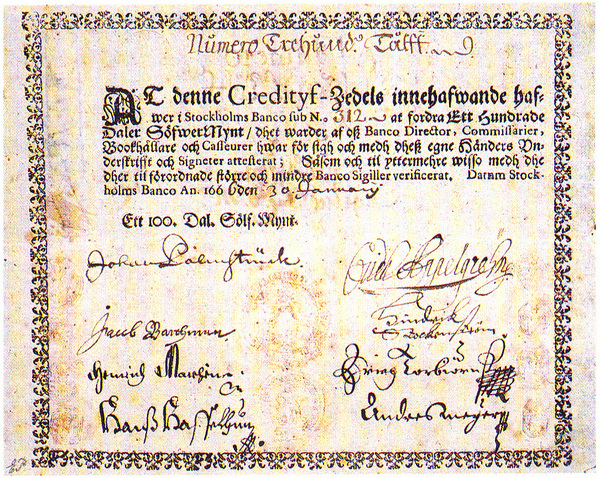
스톡홀름 은행권

스페인이 아메리카 대륙에서 가지고 온 금은으로 인해 16세기 유럽에서는 가격 혁명이라 불리는 현상이 진행되고 있었다. 이로 인해 서유럽은 가격이 급등하여 사람들은 도난이나 마모(磨耗)의 위험 없이 은화를 귀금속 세공상의 금고에 맡겨 두었고, 보관증으로써 증서를 받았다. 이 증서는 곧 현대 은행권의 원형이 되었다. 증서는 금액이나 발행자 성명 등이 적힌 형태로 유통되었으나 결국 왕실에 거대한 대부를 빌려주었다가 회수에 실패하여 파산하고 말았다.
유럽 최초의 지폐는 1661년 스웨덴이 발행한 것이다. 스웨덴은 전비 조달로 인해 재정이 피폐해져 은화가 부족해지자 중량을 늘려 거래에 불편한 동화를 유통시켰고, 그 대신으로 민간은행인 스톡홀름 은행이 은행권을 발행하는 것을 허락해주었다. 이후 스톡홀름 은행이 파탄나자, 세계 최초의 중앙은행인 스웨덴 국립은행이 설립되는 계기가 되었다.
1694년에는 영국이 전비 조달과 신용 화폐 공급을 위한 목적으로 잉글랜드 은행을 설립하여 최초의 근대적 은행권을 발행하였다. 이 은행권은 상업어음의 할인에 사용되어 기업어음에 의한 거래가 확대되어 영국 경제를 성장시키는 데 일조하였다. 영국은 18세기에 브라질의 미나스제라이스주에서 금광을 발견하여 면제품을 수출하는 대가로 대량의 금을 획득하였고, 이것은 금본위제 도입으로 이어지게 되었다.

### 기타 지폐
18세기 이후 청나라에서는 정부지폐와는 별도로 민간에서 발행하는 전표(錢票)가 사용되고 있었다. 전표는 곡물점이나 술집, 잡화점 등의 상점이 발행하여 현(縣)을 기본 단위로 하여 유통되는 지역통화로써 계절에 좌우되기 쉬운 농산물 거래의 화폐 수급을 조정하는 역할을 하였다. 전표는 20세기까지 계속 사용되어 조표(吊票)로도 불리며, 정부나 상회에서 규제되었다. 17세기 일본에서는 하가키(羽書)를 비롯하여 상인이나 사사(寺社)가 발행한 사찰(私札)이나 각 번이 발행한 번찰(藩札) 등이 지역통화로써 유통되었다.
아랍 제국(諸國)에서는 이슬람의 영향으로 교환을 할 때에는 등량・등가(等量・等價)를 엄격히 고수했으며 가격이 높은 금속을 소재로 한 화폐를 중시했기에 지폐의 도입에 시간이 걸렸다. 1940년대 중반까지 아랍 제국은 여러 종류의 금화나 은화 외에도 영국령 인도의 루피 등이 무역 결제를 위한 통화교환화폐로 사용되었다. 사우디아라비아에서는 사우디아라비아 리얄 은화를 통화로써 사용했으나 은 가격의 급등에 의해 은유출이 심화되자 1953년 사실상 지폐인 순찰자 수령증을 발행하여 1961년 정식으로 리얄 지폐로써 발행했다.

## 국제금본위제

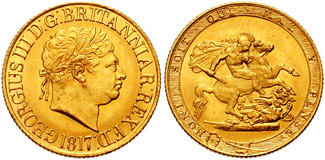
최초의 금화인 소브린 금화

근대적 금본위제는 법적으로 화폐 가치의 비율을 정하여 금을 증명도구로 하여 지폐를 발행하는 제도이다. 금화는 '본위화폐(本位貨幣)'로 불리며, 금화와의 교환이 보증되는 지폐를 '태환지폐(兌換紙幣)'라 한다. 따라서 태환지폐의 발행은 발행자가 보유하는 금의 양에 제약을 받는다.
금본위제가 국제적으로 확산된 계기는 1816년 영국의 화폐법에서 본위화폐인 소브린 금화가 제정된 때이다. 영국은 1790년대부터 프랑스와의 전쟁으로 인해 물가가 급등하여 보유하고 있던 금의 양이 격감했고, 영국은행은 1797년 은행권의 금 태환을 정지했다. 이 시기에 은행권의 태환 재개를 둘러싸고 지금논쟁(地金論爭)이라 불리는 통화학파와 은행학파의 대립이 일어났다. 그리고 이 대립은 통화학파의 승리로 끝이 나 1816년에 화폐법을 제정으로 태환을 재개하였고, 1817년부터 소브린 금화를 발행함과 동시에 은화는 보조화폐가 되었다. 이후 태환은 다시 한 번 정지되었으나, 1821년에 완전히 재개되었고 1844년의 필 은행조례에 의해 영국은행은 은행권의 발행을 독점하여 중앙은행이 되었다.

### 국제금본위제의 성립
영국은행의 기준금리의 조작을 통한 금의 안정과, 세계 각지에서의 금 생산의 증가로 인해 런던은 금지금(金地金) 거래의 중심이 되었으며, 국제적인 금융센터로서 번영했다. 다른 구미제국(歐美諸國)에서도 금본위제로의 진입이 이루어지고 19세기 후반에는 영국의 파운드 스털링을 중심으로 한 국제금본위제가 성립되었다. 이 상황에서도 중국은 은본위제를 지켜 나갔다. 국제무역이 진전되면서 세계 각지에서 사용되고 있던 전통적인 화폐는 기축통화나 금과의 태환성이 높은 화폐로 바뀌어 1국 1통화의 제도가 보급되게 되었다.
한편, 국제무역의 진전에 의해 농산물의 매입이 증가하여 문제가 발생했다. 지역 통화가 태환지폐로 바뀐 뒤 그때까지 지역통화가 가지고 있던 농산물의 계절 변동의 영향을 태환지폐가 받게 된 것이다. 1907년 공황 등의 신용공황의 영향도 겹쳐, 각국은 지폐의 태환준비를 엄격히 하게 되었다. 이는 세계 각지의 신용팽창으로 연결되어, 재지금융(在地金融)은 1920년대를 정점으로 하여 부진이 계속되기 된다.

### 국제금본위제의 정지
1914년부터 제1차세계대전이 시작되어 각국은 전비 조달을 위해 금본위제를 정지하고 정부의 재량 하에 불환지폐를 발행하는 관리통화제도로 이행하게 되었다. 전쟁으로 금속이 부족하게 되어 지역통화도 발행되었다. 이후 금본위제는 1919년 미국의 금유출 해금을 계기로 다시 부활하였고, 1922년 제노바 회의에서는 대전 후의 통화경제에 대해 의논하여 각국에 금본위제의 재개를 촉구하는 결의를 내렸다. 하지만 금본위제를 재개한 국가들은 심각한 인플레이션을 맞이했으며, 미국의 투기로 인해 1929년에는 대공황이 일어나 금본위제는 다시 정지되고 말았다.

### 블록 경제
세계공황 이후의 각국은 자국의 경제를 보호하기 위한 블록 경제를 구축했다. 블록에 의해 화폐권이 나뉘어 영연방을 중심으로 한 파운드 블록, 미국을 중심으로 한 달러 블록, 독일을 중심으로 한 중추(中歐) 블록 등이 있었으며, 프랑스를 중심으로 금본위제를 유지하는 블록도 존재했다. 한편, 일본은 만주를 합병하여 일만경제블록을 형성했으며, 소련은 루블을 통화로 하여 독자적인 경제권을 만들었다. 또한 블록 내의 관세동맹이나 블록 간의 수출 통제, 통상조약의 파기에 의한 국제무역의 분절 등은 제2차세계대전의 원인이 되기도 했다.

### 브레턴우즈 체제
제2차 세계 대전 중인 1944년, 미국의 브레턴우즈에서 44개국이 모여 연합국 통화금융 회의가 개최되었다. 전쟁 후의 국제통화제도의 틀을 짜기 위해 브레튼 우주 협정이 체결되어 국제 통화 기금과 국제부흥개발은행의 창설을 결정했다. 한편, 브레튼 우즈 회의에서 세계 경제의 안정을 위한 목적으로 국제통화에 대한 제안도 나왔다. 영국은 초국적인 통화로써 방코르(bancor)를 제안하고 미국은 달러만이 금과의 태환을 가지는 안을 제시했다. 최종적으로 미국의 안을 바탕으로 운용이 결정되어 달러가 금과의 태환성을 가지고 각국의 통화는 달러에 대한 고정 환율제를 취하여 가치를 보증하기로 했다. 이를 '금환본위제'라 하며, 기축통화와 세계 제일의 금을 가진 미국이 금융센터의 중심이 되었다.

## 변동환율제 이후

### 닉슨 쇼크
브레튼 우즈 체제에 의해 국제통화기금의 가맹국은 미국 달러에 대해 자국 통화의 환율을 정하게 되었다. 이를 위해 미국은 달러를 세계에 공급하기 위해 국제수지가 적자를 유지하게 되었고, 그 덕분에 세계 각국은 경제 성장을 이루어내게 되었다. 하지만 미국의 국제수지가 적자를 유지하면서 달러의 신용이 덩달아 떨어졌고, 이를 만회하고자 신용을 높이면 달러의 공급이 줄어들게 되었다. 이를 트리핀의 딜레마라 한다. 이후 미국은 베트남 전쟁으로 인해 재정지출이 늘어나고 인플레이션이 심화되어 달러의 가치는 더욱더 하락하게 되었고, 국제수지의 악화로 인해 금준비량마저 감소하게 되었다. 결국 1971년 리처드 닉슨 미국 대통령은 달러의 금태환 중지를 선언하면서 닉슨 쇼크가 일어나게 되고, 브레튼 우즈 체제는 종말을 고한다.
이후 미국 달러는 고정환율제에서 변동환율제로 이행하고, 주요 통화는 해당 국가의 경제력을 바탕으로 가치를 정하게 되었다. 달러는 금과의 고정환율을 상실한 반면, 금의 구속에서 벗어나는 것이 가능하게 되어 국가 간의 자본 이동이 자유롭게 되었다. 현재에도 외국 자본의 유입을 확보하기 위해 미국 달러와의 고정환율을 취하는 페그제를 채용하거나 달러를 자국의 통화로 하여 가치를 보증하는 국가가 존재하기도 한다.
현대에 이르러서 국가는 통화의 안정을 위해 법률을 통해 화폐에 강제통용력(强制通用力)을 부여하여 가치를 보호하고 있다. 이를 법정화폐 혹은 신용화폐라 하는데 이의 유지를 위해 교환의 매개로써 소정(所定)의 통화의 사용을 거부하는 것이 일반적으로 불가능하다. 또한 법정화폐는 지불완료성을 가지고 있어 거래를 무조건으로 완료시키는 결제수단이 된다.

### 유럽통화통합
유럽에서는 제2차세계대전 이후 경제통합이 진행되었다. 이는 경제적 목적만이 아니라 두 차례의 세계대전과 블록 경제의 문제를 겪은 뒤 안전보장에 관한 정치적인 목적도 포함한 것이었다. 이러한 역사적인 배경을 바탕으로 유럽통화통합이 이루어지게 되었다. 1970년에는 통화통합에 대한 구체적인 안이 제시되어 1979년부터 독일 마르크를 중심으로 참가국이 자국 통화의 가치를 고정시키는 유럽통화제도(EMS)가 실시되었다. 1998년에는 유럽 중앙은행을 설립하고 다음해에는 공통통화인 유로화를 11개국에서 도입하였다.

### 통화위기
변동환율제에 의해 자본의 이동은 가속・증대되었으나 그에 비례하여 통화위기의 가능서도 높아졌다. 1992년에는 검은 수요일이라 불리는 영국 금융위기가 일어났고, 그 영향으로 영국이 유럽 환율 메커니즘(ERM)에서 탈퇴하게 되었다. 1994년에는 멕시코에서 금융위기가 일어났고, 1997년에는 태국 밧의 폭락을 시작으로 아시아 금융위기가 일어났다.

### 전자화폐
1990년대부터 전자결제 서비스인 전자화폐가 선보이기 시작했다. 현재에는 스마트카드에 돈을 넣어두는 형태가 보급되어 있다. 전자화폐의 특징으로는 구입 정보의 기록, 소액 결제의 단축화 등이 있다.
영국의 먼덱스(Mondex)는 1995년부터 전자화폐의 시험운용을 시작했다. 은행의 ATM이나 공중전화카드와 같은 것은 이후 독일이나 프랑스에서도 등장했으며, 그게 확산되었다. 아시아에서는 홍콩의 옥토퍼스 카드를 시작으로 1990년대 후반부터 교통기관을 중심으로 보급되었으며, 일본에서도 전자화폐가 운용되었다. 2000년대부터는 각국에서 터치식의 전자화폐가 보급되었다.

### 암호화폐
법정화폐가 아닌 화폐로써 등장한 암호화폐 혹은 가상화폐는 2000년대부터 등장하기 시작했다. 대표적인 예가 비트코인인데 이는 데이터의 형태로만 존재하며 암호에 의해 복제가 금지되어 있다. 또한 특수한 종이에 인쇄하여 보존하는 것도 가능하다.
비트코인은 2009년 나카모토 사토시가 집필한 논문을 바탕으로 개발되었다. P2P 기술에 의해 가치를 보증받아 중앙은행을 통하지 않은 채 화폐로써 한정적이나마 통용된다. 강제통용력은 가지고 있지 않으나, 익명성이나 국내에서 복수의 통화를 사용할 수 있다는 편리성 덕에 주목을 받고 있다. 2013년 키프로스 금융위기가 일어났을 때, 은행예금의 과세를 피하기 위해 비트코인을 선택한 사람들도 있었다. 한편, 2014년에는 비트코인 최대 거래소인 Mt.Gox에서 비트코인이 소실되는 사건도 발생했다.

## 특수한 화폐

### 명전
명전(冥錢)은 부장품에 사용되는 화폐를 말한다. 고대 중국에서는 도전(陶錢)이나 지전(紙錢)이 사용되었는데 나중에 일본에도 전승되었다. 일본의 이러한 화폐로는 육문전(六文錢)이나 근세의 육도전(六道錢) 등이 알려져 있다. 중국, 한국, 타이완, 베트남 등에서는 장의사 등에서 명국은행권이라는 장의용 지폐를 준비해두기도 했다. 1930년대 중국에서는 액면가가 5엔 정도 되었으나 이후 고액화되어 일반적으로는 존재하지 않는 액면가가 되었다. 비슷한 관습으로는 고대 그리스에서 지옥의 강에 있던 사공인 카론에게 건내주기 위해 1오볼루스를 사자의 입에 넣어두었다.

### 군표
군표(軍票)는 전시에 군대가 점령지역이나 교전지역에서 발행하는 화폐이다. 군표는 19세기 유럽에서 점령군이 물자를 징발하는 대신 군표를 사용하여 필요한 물자를 조달하거나 군인에게 급료로써 지불하는 것에서 시작하였다. 또한 적국의 화폐 사용을 금지하고 경제를 통제하기 위한 목적도 있다. 군대가 군표를 사용하면 자국의 통화량이 늘어나기에 우선 적국의 화폐를 사용금지한 뒤, 적국에서 물자를 조달하여 인플레이션을 피하기도 했다. 군표도 화폐의 일종이므로 발행국의 채무가 된다. 따라서 종전 후에는 일반 화폐로 교환해 줄 필요가 있으나 패전국의 군표는 승전국에 의해 무효가 되는 경우도 있다.

### 나병 치료소의 화폐
과거 세계 각지의 나환자촌이나 콜로니(Leper Colony)에서 발행되는 화폐도 있다. 나병격리시설의 경우 균의 점염 가능성을 막기 위해 환자를 격리하는데 여기서 생길 경제적 불편함을 막기 위해서 발행하는 것이다.

## 화폐 위조의 역사
신용화폐의 위폐(僞幣) 문제는 화폐의 역사와 동일할 정도로 오래되었다고 일컬어진다. 물가의 보증을 금속에서 구하면서 지금(地金)의 가치와 액면을 엄밀히 일치시키는 본위화폐제의 확립은 근대 이후의 일이지만 근대 이전의 화폐에서도 위폐는 발견되고는 했다.
금속화폐는 정부나 영주 등이 화폐발행의 이익을 얻기 위해 발행되었기에 종종 액면이 지금의 가치를 욷도는 경우가 있었다. 하지만 화폐발행의 이익이 큰 경우는 위폐가 성행하게 되어 권력자는 이의 단속에 고심하게 되었다.
최초의 지폐인 중국 송나라의 교자가 발행된 신종 대에 위조에 관한 기술이 있다. 일본 최고(最古)의 지폐인 하가키(羽書)도 발행 시기와 비슷한 시점에 위폐에 관한 기술이 존재한다. 스웨덴의 스톡홀름은행권도 발행된 다음 해에 위조은행권이 시중이 유통되었다. 포르투갈에서는 공문서를 위조하여 500만 달러에 상당하는 지폐를 위조하는 등 규모가 큰 사건도 있었다.
주조화폐나 지폐 이외의 위폐도 존재하는데, 라틴아메리카에서는 화폐로써 사용되던 카카오를 위조했다는 기록이 있다.

## 연표
- 기원전 30세기: 메소포타미아에서 중량 단위로써 셰켈이 사용됨.
- 기원전 21세기: 수메르 우르남무 왕의 시대에 도량형을 통일함.
- 기원전 15세기: 중국 상나라에서 패화(貝貨)가 사용됨.
- 기원전 7세기: 아나톨리아 바도의 리디아에서 처음으로 경화 호박금이 사용됨.
- 기원전 6세기: 그리스의 폴리스에서 경화가 사용됨.
- 기원전 5세기 ~ 기원전 3세기: 중국 전국 시대 때, 청동화(靑銅貨) 등의 전화(錢貨)가 사용됨.
- 기원전 4세기: 알렉산드로스 3세 메가스가 페르시아 제국을 정복하고, 전리품을 바탕으로 대량의 금화를 발행. 이로 인해 은화와의 교환 비율이 크게 변함.
- 기원전 4세기 ~ 기원전 3세기: 마우리아 왕조가 인도 최초의 경화로 알려진 바나 은화와 마샤카 동화를 발행함.
- 기원전 280년 경: 로마 공화정이 최초의 경화 아스를 발행함.
- 기원전 221년 경: 중국 진나라가 동화 반량전을 발행하여 도량형을 통일함.
- 기원전 118년 경: 중국 한나라가 오수전을 발행함. 이후 중국에서 가장 오래 유통되는 경화가 됨.
- 191년: 중국에서 동탁이 오수전을 개주(改鑄)하여 동탁소전을 발행. 이후 악화의 중심으로 전락함.
- 3세기: 로마 제국이 은의 부족으로 인플레이션이 심화됨.
- 621년: 중국 당나라가 개원통보를 발행하여, 화폐경제의 통일이 이루어짐.
- 693년: 우마이야 왕조가 이슬람 최초의 경화 디나르와 디르함을 발행함.
- 708년: 일본에서 화동개진을 발행함.
- 780년: 프랑스 카롤링거 왕조의 카롤루스 대제가 도량형을 개혁하여 통화단위로써 리브라를 도입하고, 데나리우스 경화를 표준 통화로 삼아 주조권을 국가가 독점함.
- 10세기: 이슬람 세계에서 은이 부족해짐.
- 1023년: 중국 송나라가 지폐인 교자를 발행함.
- 11세기: 송나라 신종 때 송전을 주조함. 이후 장거리 교역에 적합한 고액권 지폐에의 의존도가 높아짐.
- 13세기: 영국을 시작으로 유럽에서 은화의 주조량이 높아짐.
- 1252년: 피렌체 공화국이 플로린 금화를 발행함.
- 1260년: 중국 원나라가 법정통화로써 지폐인 교초를 발행하고, 동화의 사용을 금지함. 이후 대량으로 발행되었던 송전이 일본과 동남아시아로 유입됨.
- 1284년: 베네치아 공화국이 두카트 금화를 발행함.
- 1294년: 일 칸국이 서아시아 최초의 지폐인 차오를 발행함.
- 14세기: 인도양의 개오지가 아프리카에서 패화로써 도입이 시작됨.
- 15세기: 유럽에서 귀금속이 부족해지고, 이집트에서 동화의 과도한 발행으로 인플레이션이 발생함.
- 1518년: 보헤미아가 탈러를 발행함. 이후 가격혁명이 발생하자 유럽 각지에서 사용됨.
- 1537년: 스페인이 이스쿠두 금화를 발행함. 이후 국제적 통화로 발전하게 됨.
- 16세기: 유럽에서 가격혁명이 일어남.
- 1606년: 일본 에도 막부가 게이초 통화를 발행함.
- 1609년: 암스테르담 은행이 설립됨.
- 1631년: 매사추세츠 만 식민지가 옥수수를 법정통화로 삼음. 이후 아메리카의 13개 식민지에서 실물화폐의 보급이 이루어짐.
- 1639년: 쇄국령에 의해, 일본에서 포르투갈로의 은의 공급이 중지됨.
- 1661년: 스웨덴의 스톡홀름 은행이 유럽 최초의 지폐인 은행권을 발행함.
- 1668년: 스톡홀름 은행이 파산하고, 최초의 중앙은행인 스웨덴 국립은행이 설립됨.
- 1685년: 프랑스령 캐나다에서 트럼프를 찍은 지폐가 유통됨. 아메리카 대륙 최초의 지폐로 일컬어짐.
- 1694년: 영국의 잉글랜드 은행이 최초의 근대적 은행권을 발행함.
- 1716년: 존 로가 프랑스 왕립은행을 설립하고, 프랑스에 은행권을 보급함.
- 1775년: 13개 식민지가 독립전쟁의 전비조달을 위해 대륙지폐를 발행함. 구미권 최초의 정부지폐로 일컬어짐.
- 1789년: 프랑스가 아시냐 지폐를 발행함. 후에 세계 최초의 하이퍼 인플레이션을 일으키게 됨.
- 18세기: 중국 청나라의 건륭제가 건륭통보를 주조함.
- 1816년: 영국이 화폐법을 제정해 금본위제를 실시함.
- 1871년: 일본 메이지 정부가 엔을 정식으로 채용함.
- 1885년: 메이지 정부가 최초의 일본은행권을 발행함.
- 1907년: 1907년 공황이 발생함.
- 1913년: 미국에서 연방준비제도가 설립됨.
- 1914년: 제1차 세계 대전의 영향으로 영국을 비롯한 대부분의 유럽 국가들이 금본위제를 정지하고, 관리통화제도로 이행함.
- 1919년: 미국이 금본위제로 복귀. 이후 각국이 금본위제로의 복귀를 시작함.
- 1923년: 독일에서 세계 대전의 패전의 영향으로 초인플레이션이 발생함.
- 1929년: 대공황이 발생. 이후, 각국이 다시 금본위제를 정지함.
- 1935년: 중화민국 국민당 정부가 은본위제를 정지함. 오스트리아 정부가 마리아 테레지아 은화의 주조권을 이탈리아 정부에 양도함. 이후 영국・프랑스・벨기에 등도 마리아 테레지아 은화를 주조함.
- 1944년: 브레튼 우즈 체제가 성립됨.
- 1946년: 국제 통화 기금을 설립.
- 1948년: 중국에서 중국인민은행이 발족하고, 런민비를 발행하기 시작함.
- 1950년: 최초의 신용카드인 다이너스 클럽이 설립됨.
- 1971년: 닉슨 쇼크가 발생함. 달러와 금의 태환이 정지되고, 변동환율제로 이행함.
- 1972년: 시카고 상업거래소에서 금융선물 거래를 개시함. 유럽경제공동체 회원국이 공동환율변동제를 채택함.
- 1979년: 유럽통화제도가 개시됨.
- 1983년: 전자화폐가 개발됨.
- 1985년: 플라자 합의가 이루어짐.
- 1992년: 영국 검은 수요일에 파운드화의 가치가 폭락함.
- 1997년: 아시아 금융 위기가 발생함.
- 1990년대: 파푸아뉴기니의 동뉴브리튼 주에서 패화로 인두세의 납세허가가 진행됨.
- 2002년: 유럽 중앙은행이 유로화를 발행함.
- 2005년: 중화인민공화국이 인민원 개혁을 통해, 관리변동제를 도입함.
- 2007년: 2007–08년 세계 금융 위기가 발생함.
- 2009년: 비트코인의 운영이 시작됨.
- 2010년: 유럽 국가 부채 위기가 시작됨.

## 같이 보기
- 경제사
- 일본의 화폐사
- 중국의 화폐제도사
- 통화단위, 통화의 보조단위
- 나라별 통화 목록, 현행 통화 목록

## 참고 문헌
- 아사바 요시마사 『미국 식민지 화폐사론[깨진 링크(과거 내용 찾기)]』 오사카부립대학 경제학부, 1991년
- 아라카와 마사하루 『유라시아의 통화・교역과 당 제국』 나고야대학 출판회, 2010년
- 아리스토파네스 『말벌』
- 이쓰미 기이치로 『라틴어 이야기』 다이슈칸, 2000년
- 이노키 다케노리 『전후세계경제사 - 자유와 평등의 시점에서』 중앙공론신사 <중공신서>, 2009년
- 이와타 기쿠오 『금융』 동양경제신보사, 2000년
- 우에무라 다카시 『지폐의 문화사』 NTT출판, 1994년
- 우에무라 다카시 『위폐의 세계사』 일본방송출판협회, 2004년
- 오타 유키오 「12 ~ 15세기 초 동아시아에서 동전의 유포 - 일본・중국을 중심으로」(『사회경제사학』 61권 2호, 1995년)
- 오카다 히토시 『전자화폐를 알다』 일본경제신사회 <일경문고>, 2008년
- 오카다 히토시・다카하시 이쿠오・야마사키 시게이치로 『가상화폐 - 기술・법률・제도』 동양경제신사회, 2015년
- 카우틸랴 『실리론 (상)』
- 가키누마 요헤이 『중국 고대의 화폐 - 돈을 둘러싼 사람과 생활』 요시카와코분칸, 2015년
- 가토 히로시 『문명으로써의 이슬람』 도쿄대학출판회, 1995년
- 가토 히로시 『이슬람 경제론』 서적공방조산, 2010년
- 케빈 그린 『로마 경제의 사고학』
- 구리모토 신이치로 『경제인류학』 고단샤 <강담사학술문고>, 2013년
- 구로다 아키노부 「16・17세기 도중국해 경제와 화폐유통」(역사학연구회 저 『월경(越境)하는 화폐』 아오키쇼텐, 1999년)
- 구로다 아키노부 『화폐시스템의 세계사 - <비대칭성>을 읽다』 이와나미쇼텐, 2014년
- 소피 D. 코・마이클 D. 코 『초콜렛의 역사』
- 벤저민 코헨 『통화의 지리학 - 통화의 국제화가 낳은 국제관계』
- 고바야시 도미코 『5000년 전의 일상 - 수메르인의 언어』 신초샤 <신조선서>, 2007년
- 고바야시 도미코 『문명의 탄생 - 메소포타미아, 로마, 그리고 일본에』 중앙공론신사 <중공신서>, 2015년
- 고바야시 마사히로・나카바야시 신이치 『통화로 읽고 푸는 세계경제 - 달러, 유로, 인민폐, 그리고 엔』 중앙공론신사 <중앙신서>, 2010년
- 사카이 신조 「서아프리카의 왕권과 시장」(사토 쓰기타카・기시모토 미오 저 『시장의 지역사』 야마카와출판사, 1999년)
- 사사키 시로 『북방에서 온 교역민』 일본방송출판협회, 1996년
- 사토 게시로 『이슬람 상업사 연구』 도호샤, 1981년
- 스즈키 기미오 『화폐의 지역사 - 중세에서 근세까지』 이와나미쇼텐, 2007년
- 다키자와 다케오・니키와키 야스시 『일본사 소백과 <화폐>』 도쿄도출판
- 다네무라 스에히로 『사기꾼의 낙원』 카와데쇼보신샤 <카와데문고>, 1990년
- 가도야 히데노리 『바이킹의 시대』 교토대학학술출판회 <학술선서>, 2006년
- 도노 하루유키 『화폐의 일본사』 아사히신문사 <아사히선서>, 1997년
- 도미타 마사히로 『지폐 박물지』 치쿠마쇼보 <치쿠마신서>, 1996년
- 나시로 구니오 「중세후기・근세초기 서유럽・독일에서의 지불경제시스템의 성립 - 암스테르담시립외환은행의 의의」 나고야학원대학논집 사회과학편 제45권 제1호, 2008년
- 나시로 구니오 「시장의 화폐사 - 자본주의 세계경제의 성립과정에서 화폐 시스템의 혁신」 나고야학원대학논집 인문・자연과학편 제50권 제2호, 2014년
- 이븐 바투타 『리흘라』 (전8권)
- 하마시타 다케시 「화폐의 지역성과 금융시장의 중층성」(사토 쓰기타카・기시모토 미오 저 『시장의 지역사』 야마카와출판사, 1999년)
- 후카다 준타로 「파푸아뉴기니, 톨라이 사회에서 패화태브를 둘러싼 현재의 상황」 구니타치인류학연구 vol.1, 2006년
- 티모시 브룩 『페르메르의 모자 - 작품으로 읽고 푸는 세계화의 새벽』
- 칼 폴라니 『경제의 문명사』 치쿠마쇼보 <치쿠마학예문고>, 2003년
- 칼 폴라니 『사람의 살림살이 1』
- 마에자와 노부유키 『경찰사회에서 살아가기』 야마카와출판사, 1998년
- 미키 겐 『오키나와, 이리오모테 탄갱사』 일본경제평론사, 1996년
- 모리 미키오 『증언 - 나병』 현대서관, 2001년
- 야마다 가쓰요시 『중국화폐고대사』 아사히신문사 <아사히선서>, 2000년
- 야마다 가쓰요시 「카롤링거 왕조・프랑스 제국의 시장과 교류」(야마다 마사히코 저 『전통 유럽과 그 주변의 시장의 역사』 청문당, 2010년)
- 야마모토 야스시・야마모토 마토리 『의례로써의 경제』 홍문당, 1996년
- 유아사 다케오 『문명의 「혈액」 - 화폐로 보는 세계사』 신평사, 1998년
- 욧카이치 야스히로 「은과 은전의 아시아 해도(海道)」(욧카이치 야스히로 저 『물건으로 보는 아시아해역사 - 몽골 ~ 송・원 시대의 아시아와 일본의 교류』 규슈대학출판회, 2008년
- 유럽중세연구회 『서양 중세사료집』 도쿄대학출판회, 2000년
- 가키누마 요헤이 The Emergence and Spread of Coins in China from the Spring and Autumn Period to the Warring States Period. In. Bernholz, P. & Vaubel, R. eds. Explaining Monetary and Financial Innovation: A Historical Analysis. Switzerland: Springer. 2014.
- 제리 리치・에드먼드 리치 The Kula: New Perspectives on Massim Exchange. Cambridge University Press, New York. 1983.
- 로저 R. 맥패든・존 그로스트・데니스 F. 마 The numismatic aspects of leprosy, Money, Medals and Miscellanea, D. C. McDonald Associates, Inc. 1993.